# B.B. Queen
B.B. Queen (Amsterdam, 15 december 1967), pseudoniem van Inge Severijnse, is een Nederlandse zangeres. Zij is onder andere bekend voor het zingen van De kringloop van het leven, het openingslied uit de Disney-film De Leeuwenkoning.

## Biografie
B.B. Queen begon haar carrière in 1984 in de new wavegroep Toys. In 1987 maakte ze deel uit van het duo Say When (samen met Elvira Valentine). Ook droeg ze als zangeres bij aan platen van Revelation Time, Grant & Forsyth en Mr. Review
B.B. Queen is een van de leden van de damesgroep C.O.N. (single: Girls). Ze werd door het producersduo Marco Roosink en Nico Verrips gevraagd het  in te zingen. Met het dancenummer Blueshouse (een single) heeft de zangeres onder de naam B.B. Queen in 1990 een hit. Haar debuutalbum was I'm In The Mood (For Something Good), waarop Jan Akkerman een gastbijdrage deed. Haar tweede album, Rhythm Religion, werd in 1993 uitgebracht welke de album top 100 niet wist te bereiken.

## Discografie

### Albums[4]
| Album met eventuele hitnotering(en) in de Nederlandse Album Top 100 | Datum van verschijnen | Datum van binnenkomst | Hoogste positie | Aantal weken | Opmerkingen |
| ------------------------------------------------------------------- | --------------------- | --------------------- | --------------- | ------------ | ----------- |
| I'm In The Mood (For Something Good)                                | 1991                  | 27-04-1991            | 69              | 4            |             |

### Singles[5]
| Single met eventuele hitnotering(en) in de Nederlandse Top 40 | Datum van verschijnen | Datum van binnenkomst | Hoogste positie | Aantal weken | Opmerkingen |
| ------------------------------------------------------------- | --------------------- | --------------------- | --------------- | ------------ | ----------- |
| Blueshouse                                                    | 1990                  | 30-06-1990            | 7               | 9            | Alarmschijf |
| Soultrain                                                     | 1990                  | 24-11-1990            | 15              | 6            |             |
| I'm In The Mood (For Something Good)                          | 1991                  | 20-04-1991            | 36              | 3            |             |
| (I Wanna Be) Next To You                                      | 1991                  | 06-07-1991            | -               | Tip 4        |             |
| I'm Gonna Live On My Own                                      | 1993                  | 25-12-1993            | -               | Tip 18       |             |